# 野島慎一郎
野島 慎一郎（のじま しんいちろう、1980年（昭和55年）6月17日 - ）は、日本のライター、漫画家、B級フード研究家。東京都清瀬市出身。

## 略歴
2001年（平成13年）頃からフジテレビ公式ホームページのデジタルコミック『少年タケシ』にアニメを連載。

2005年（平成17年）『別冊コロコロコミック』（小学館）の4月号にて『運動男ツヨシくん』で漫画家デビュー。翌2006年2月号にて『アニキの男気相談室』を連載。

その後一般企業に就職し、2013年に独立。フリーランスライターとしてガジェット通信などで記事執筆。

2017年（平成29年）千葉ロッテマリーンズの交流戦挑発ポスター 東京ヤクルトスワローズ版で漫画執筆を担当。

2018年（平成30年）に宝島社から書籍『世界一美味しい「どん二郎」の作り方 ～誰も思いつかなかった激ウマB級フードレシピ60～』を出版。

2018年11月から『週刊プレイボーイ』（集英社）にて『野島慎一郎の激ウマ!! バカレシピ研究所』連載開始。

2019年（平成31年）4月　YouTubeチャンネル『のじまちゃんねる』を開設する。

## 連載
- 『野島慎一郎の激ウマ!! バカレシピ研究所』週刊プレイボーイ[10]
- 「ノジーマ」名義での連載(名称不明) ガジェット通信[5]
- 千葉ロッテマリーンズ発行『MARINES MAGAZINE』に漫画連載[11]

## 著作
『世界一美味しい「どん二郎」の作り方 ～誰も思いつかなかった激ウマB級フードレシピ60～』宝島社